# Texarkana (Texas)
Pour les articles homonymes, voir Texarkana.
Texarkana est une ville des États-Unis, située au Texas, dans le comté de Bowie, à la frontière avec l'Arkansas (d'où son nom), face à sa consœur homonyme.

## Histoire

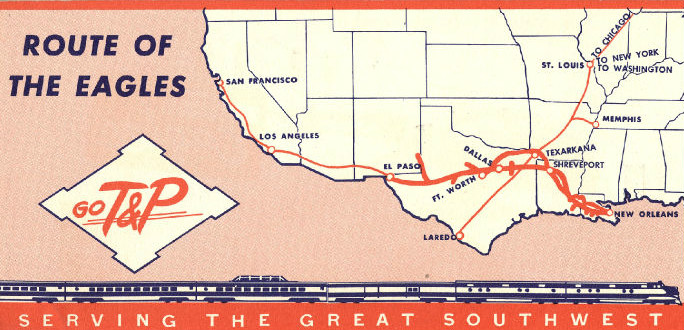
Texas and Pacific Railway.

Une ligne de chemins de fer est construite dans la région en 1850. En 1874, la ligne atteint l'État du Texas et arrive de Fulton (Missouri). La compagnie Texas and Pacific Railway continue la ligne jusqu'à Dallas.

## Économie
Une usine de munitions d'artillerie, propriété en 2023 de l'entreprise française Eurenco et de Day & Zimmermann (en) y est implantée.

## Géographie
Selon le bureau du recensement des États-Unis, Texarkana a une superficie totale de 76,3 km2, dont 75,2 km2 de terre et 1,1 km2 d'eau (1,39 %).

## Démographie
Lors du recensement de 2010, sa population s’élevait à 36 411 habitants.

## Personnalités liées à Texarkana
Y sont nés
- Molly Quinn, actrice
- E. Rodney Jones, DJ de R&B
- Corinne Griffith, actrice
- Parnelli Jones, pilote automobile
- Scott Joplin, pianiste
- Joshua Logan, scénariste et metteur en scène
- Eddie Mathews, joueur de baseball
- Julie Meadows, actrice de film X
- Craig Monroe, joueur de baseball
- Dustin Moseley, joueur de baseball
- Ross Perot, milliardaire et homme politique
- Frank D. White, homme politique
- Otis Williams, chanteur

Autre
- Jesse Belvin, chanteur et pianiste